# トベタ・バジュン
トベタ・バジュン（Bajune Tobeta、1971年4月10日 - ）は、日本のソングライター、編曲家、音楽プロデューサー、起業家。
クロア代表取締役社長。

## 概要
福岡県福岡市出身。幼少期から学んでいたピアノ、父がラテン系のバンドを組んでいた影響から、クラシック音楽やラテン音楽に親しみ、また映画音楽への興味から映画にも触れて育つ。
一方でYMOの楽曲と出会い衝撃を受けインタビューで、坂本龍一の音楽は「宝箱のような究極の美」であると評している。
1990年代～2000年代はナムコ（現・バンダイナムコ）に勤め、「戸部田英樹」名義で活動。1998年には参加ユニット「nouvo nude」からコナミ「beatmania」に楽曲を提供した。同年、ode musicのコンピレーション・アルバム「imaginary inquiry/V.A.」に「Bajune Tobeta」として参加しデビュー。
2005年3月、初ソロアルバム「LOVE DELUXE」を発表。同年、J-WAVE「RADIO SAKAMOTO」内コーナー「オーディション」にデモテープを投稿、「卒業生」として認められた。この縁から2006年春、坂本らが設立のプロダクション「LLP10℃」とエージェント契約を結び、所属アーティストとして活動。その後独立。
2008年11月、ハッツアンリミテッドからソロアルバム「青い蝶」を発表。坂本・高橋幸宏などゲストアーティストを交えて制作された。同アルバムのMV「青い蝶」では小柳貴衛(東京工芸大学)と共同で監督を務めた。
自身の音楽活動の一方で2006年、ソニー「ブラビア」のCM曲「太陽の色」を提供、2012年にはTBSテレビ「NEWS23X」のOPテーマと番組内楽曲を担当するなど、テレビ・ラジオ番組のテーマ曲やジングルを制作。映画音楽では2008年の「西の魔女が死んだ」や翌2009年の「バオバブの記憶」のサウンドトラックを手掛けた。
Salyu、アトリエ・ボッサ・コンシャスのプロデュースのほか、2009年以降はテクプリ、つりビット、Cupitronへのプロデュースを行いグループに楽曲を提供。2009年6月に起業家として株式会社クロアを設立し代表取締役社長に就任。CDの企画・販売、BGM制作を主力とするほか、ウォルト・ディズニーやティム・バートンに影響を受け短編映像やキャラクターの制作を行う。2013年12月、CSR活動の一環でNPO法人「目黒グリーンワールド・プロジェクト」を設立。
2018年頃からヒーリング・ミュージックの配信・販売事業に注力。社外取締役に吉田正樹、元スター銀行頭取で現在はスルガ銀行の社外取締役である佐竹康峰、特別顧問に依田巽を就任させ事業拡大に注力。眠りと癒しに特化したウェルビーイング・テクノロジー企業として、「薬用音楽」をスローガンに音(サウンド)・音楽(ミュージック)・音波(ウェーブ)などの薬用化を基軸としたデジタルコンテンツ、プロダクト(フィジカル)サービスを提供中。2021年にクロアは国際連合の専門機関であるITU協会（国際電気通信連合）のITU協会奨励賞を受賞している。

## 略歴
- 1998年[9](もしくは2003年[20])
  - コンピレーション「imaginary inquiry/V.A.」に参加しデビュー
- 2005年
  - アルバム「LOVE DELUXE」発売、「RADIO SAKAMOTO」オーディションの卒業生に認められる[6]
- 2006年
  - 坂本龍一設立のLLP10℃に所属
- 2008年
  - アルバム「青い蝶」を発売、「西の魔女が死んだ」の映画音楽を制作
- 2009年
  - 「クロア」を設立、代表取締役社長に就任、Sugar Candyレーベル設立
- 2010年
  - アルバム「African  Mode」を発売、RELAX WORLD名義でも活動
- 2010年
  - 「NEWS23X」テーマ曲および音楽、COP10、MOP5の開幕式の音楽を担当
- 2011年
  - アルバム「White  Sonorant」を発売
- 2012年
  - 東北ユースオーケストラのオーケストラアレンジ（作曲:坂本龍一)担当
- 2013年
  - 「NEWS23」テーマ曲および音楽を担当
- 2014年
  - 星野リゾートの館内音楽をプロデュース
- 2015年
  - アルバム「TOKYO GALAXY」を発売
- 2016年
  - ヒーリング専門レーベル「CROIX  HEALING」を設立
  - 村上龍・坂本龍一「日本の伝統行事」を製作
- 2018年
  - IoT関連レーベル「CROIX  JAM」を設立
- 2020年
  - ベスト・アルバム「OPUS」を発売
- 2021年
  - アルバム「すばらしい新世界」を発売

## 人物
福岡県福岡市出身。愛犬はフレンチ・ブルドックのリッチとバニラ。趣味はグランピングほか多数。一級小型船舶操縦士免許を保有。シャンパン愛好家。日本音楽著作権協会（JASRAC）正会員。

## 作品

### 配信限定シングル
| 発売日         | タイトル                               |
| -------------- | -------------------------------------- |
| 2021年9月16日  | 水中都市 feat.Chara                    |
| 2021年9月16日  | Moonshine                              |
| 2021年9月16日  | Butterfly Effect feat.Mummy-D          |
| 2021年9月28日  | 海辺の楽園 feat.杉山清貴               |
| 2021年10月16日 | Inutil Paisagem feat.Paula Morelenbaum |
| 2021年10月26日 | すばらしい新世界 feat.ボンジュール鈴木 |
| 2021年11月12日 | 二つの月 -Xmas Edition- feat.堂珍嘉邦  |
| 2021年12月17日 | Foreground                             |

### 連載
- INTERFACE[26][27] (2009年3月～2010年、STUDIO VOICE ONLINE)
- トベタ・バジュンのミュージックコンシェルジュ[28] (2016年6月17日～2017年11月19日、BARKS)

## 楽曲提供

### アーティスト
坂本龍一、坂本美雨、キリンジ、浅香唯、Salyu、YOU、杉山清貴、霧矢大夢、姿月あさと、陳好、佐藤竹善、堂珍嘉邦など。

### 映画・TV・ラジオなどのサウンドトラック
- J-WAVE「RENDEZ-VOUS」テーマ[20] (2005年4月-2014年3月31日)
- TOKYO FM（エフエム東京）開局35周年テーマ、 ジングル、番組BGMなど多数[10]
- HERMÉS LAIR DE PARIS (エルメス・レール・ドゥ・パリ)　2006年1月7日から2009年3月29日
- 映画「西の魔女が死んだ」(2008年)　サチ・パーカー / りょう / 大森南朋 ほか[16] (2008年)
- 映画「バオバブの記憶」[16][29] (2009年)
- 20th J-WAVE (2008年）その他、ジングル各種、臨時ニュースBGMなど多数
- J-WAVE 〜JK RADIO〜TOKYO UNITED（2008年）
- J-WAVE ALLEGRO ANDANTE（2007年4月ー2008年3月）ナビゲーターは松下奈緒
- 生物多様性条約COP10およびカタルヘナ議定書MOP5の楽曲制作（2010年）
- ANAホールディングスグループ内の離着陸リラックスサウンド制作（2011年）
- BS-TBS開局10周年記念番組「ローマを夢見たアンコールワット-東南アジア最大覇権王朝の栄光と真実」（2011年）
- BS-TBS「マヤ暦の真実」(2012年）知花くらら他
- TBS NEWS23Xのオープニングテーマ及び番組内楽曲を制作[13] （2012年〜）
- こどもの音楽再生基金大会テーマ曲「ETUDE」（作曲：坂本龍一/編曲：トベタ・バジュン）[30]
- TBS NEWS23のオープニングテーマ及び番組内楽曲を制作[31]（2013年〜）
- 星野リゾートの温泉旅館ブランド「界」館内BGMをプロデュースデュー制作[31]（2014年）
- 映画「TOKYO SYMPHONY」監督：園田俊郎 　出演：中山由香 / ミッキー・カーチス他（2014年）
- ネスレシアターWEBドラマ「恋する占女リータ！」出演：浅見れいな / 大和田健介 / IVAN他（2015年）
- 村上龍「日本の伝統行事 Japanese Traditional Events」[32](2016年）（プロデュース：坂本龍一/編曲：トベタ・バジュン）
- MC FOREST | 丸の内エムシーフォレスト
- 国土交通省「ミズベリングプロジェクト」（2018年)

その他CMなど多数制作